# حقيلة لبانية
حَقِيلَة لُبَانِيَّة نوع من الحقيلة. منبتها جبال لبنان وسورية وفلسطين. شمراخها يعلو من 10 إلى 20 سم. أوراقها شبه قلبية الشكل تطول نحو ثلاثة سم. وتعرض من 10 إلى 12 مم. ازهرارها عنقودي التجميع. أزهارها حمراء كثيرة العدد صغيرة القد. تنويرها يستمر من حزيران إلى تموز.